# Sârbi, Bihor
Sârbi este satul de reședință al comunei cu același nume din județul Bihor, Crișana, România.